# Département de Luján de Cuyo
Le département de Luján de Cuyo est une des 18 subdivisions de la province de Mendoza, en Argentine. Son chef-lieu est la ville de Luján de Cuyo, qui fait partie de l'agglomération du « Gran Mendoza ».

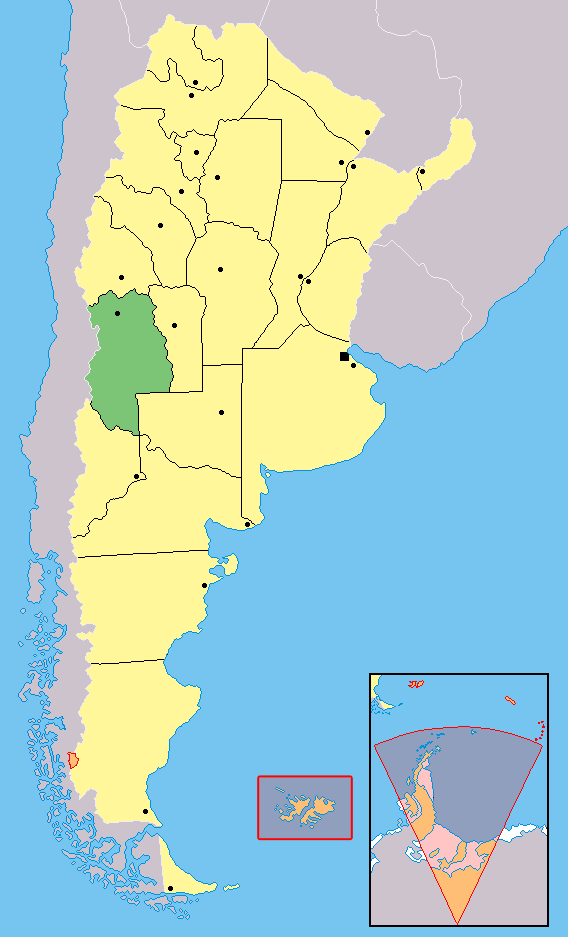
Localisation de la province de Mendoza en Argentine

Le département a une superficie de 4 847 km2. Sa population s'élevait à 23 020 habitants en 2001.

## Villes et localités
- Carrodilla
- Luján de Cuyo
- Potrerillos

## Économie
Le département est important pour ses caves à vin renommées et ses vignobles. Également pour son industrie pétrolière et pétrochimique. Le tourisme y est très développé.

## Tourisme
Le département est en grande partie situé dans la zone de la Cordillère des Andes avec bien des sommets dépassant les 6 000 m et de superbes paysages de montagne. La construction du barrage de Potrerillos et sa retenue d'eau a ajouté une attraction de plus au département, grâce aux sports qui peuvent y être pratiqués.